# Novo Selo (Brod)
Novo Selo är ett samhälle i Bosnien och Hercegovina. Det ligger i entiteten Republika Srpska, i den norra delen av landet, 140 km norr om huvudstaden Sarajevo. Novo Selo ligger 87 meter över havet och antalet invånare är 1 109.
Terrängen runt Novo Selo är platt, och sluttar norrut. Närmaste större samhälle är Bosanski Brod, 6,2 km norr om Novo Selo.
Omgivningarna runt Novo Selo är en mosaik av jordbruksmark och naturlig växtlighet. Runt Novo Selo är det ganska tätbefolkat, med 67 invånare per kvadratkilometer.